# Mystères au paradis
Meurtres au paradis
Mystères au paradis ou Meurtres au paradis anglais au Québec (Beyond Paradise) est une série télévisée britannique composée de 18 épisodes de 50 minutes et 2 épisodes de 90 minutes, créée par Robert Thorogood et Tony Jordan pour la BBC, diffusée depuis le 24 février 2023 sur BBC One. Il s'agit d'une série dérivée de la série Meurtres au paradis. La série est disponible au Québec sur ICI tou.tv et diffusée sur Radio-Canada à partir du mardi 28 mai 2024. Elle est diffusée en France sur France 3 à partir du 13 avril 2025.

## Synopsis
Après plusieurs saisons sur l'île Saint-Marie aux Antilles, l'inspecteur Humphrey Goodman est de retour au Royaume-Uni. Désormais fiancé avec Martha Lloyd, il intègre la police de Shipton Abbott dans le Devon.

## Distribution

### Acteurs principaux
- Kris Marshall (VF : Bruno Choël) : l'inspecteur-chef Humphrey Goodman
- Sally Bretton (en) (VFB : Séverine Cayron) : Martha Lloyd
- Zahra Ahmadi (en) (VF : Sophie Frison) : le sergent Esther Williams
- Barbara Flynn (en) (VFB : Myriam Thyrion) : Anne Lloyd
- Dylan Llewellyn (en) (VFB : Mickey Boccar) : PC Kelby Hartford
- Felicity Montagu (en) (VFB : Nathalie Hons) : Margo Martins
- Jamie Bamber (VFB : Alexandre Crépet) : Archie Hughes, associé de Martha et ex-fiancé (saison 3, récurrent saison 1)
- Melina Sinadinou : Zoe Williams (saison 3, récurrente saisons 1 et 2)

### Acteurs récurrents
- Chris Jenks : Josh Woods
- Eva Feiler (en) : Lucy, la fiancée de Josh
- Jade Harrison : la cheffe Charlotte « Charlie » Woods
- Peter Davison : Peter / Richard Baxter (saison 2)
- Amalia Vitale : Hannah Owen

### Invités deMeurtres au paradis
- Don Warrington (en) : le commandant Selwyn Patterson
- Élizabeth Bourgine : Catherine Bordey
- Ralf Little (en) : l'inspecteur-chef Neville Parker
- Shantol Jackson : le sergent Naomi Thomas
- Tahj Miles : l'officier Marlon Pryce

## Lieu de tournage
La série est tournée dans la ville de Looe à l'ouest de Plymouth en Cornouailles.

## Saisons

### Saison 1 (2023)
1. La mégère Wheaton
2. Une famille disparaît
3. La jument solitaire
4. Rencontre extraterrestre
5. Trois petits cochons
6. La suspecte impossible

## Audiences
| no | Titre                    | Date de diffusion France | Téléspectateurs | Part d'audience | Classement | Référence |
| -- | ------------------------ | ------------------------ | --------------- | --------------- | ---------- | --------- |
| 1  | La mégère Wheaton        | 13 avril 2025            | 3 213 000       | 16,2 %          | 1er        | [ 3 ]     |
| 2  | Une famille disparaît    | 13 avril 2025            | 2 780 000       | 16,5 %          | 1er        | [ 3 ]     |
| 3  | La jument solitaire      | 20 avril 2025            | 2 890 000       | 15,6 %          | 2e         | [ 4 ]     |
| 4  | Rencontre extraterrestre | 20 avril 2025            | 2 280 000       | 13,5 %          | 2e         | [ 4 ]     |
| 5  | Trois petits cochons     | 27 avril 2025            | 2 971 000       | 15,8 %          | 2e         | [ 5 ]     |
| 6  | La suspecte impossible   | 27 avril 2025            | 2 520 000       | 15,8 %          | 2e         | [ 5 ]     |

Légende
- Les plus hauts chiffres d'audience
- Les plus bas chiffres d'audience